# Juan Antonio Scasso
Juan Antonio Scasso (Montevideo, 14 de enero de 1892 - Montevideo, 2 de octubre de 1973) fue un arquitecto uruguayo creador del proyecto de construcción del Estadio Centenario.

## Biografía
Egresa de la Facultad de Arquitectura de la Universidad de la República en 1916, galardonado con medalla de oro.
Se desempeñó en la Intendencia Municipal de Montevideo desde 1920, siendo designado Director de Paseos Públicos
en 1929. Ejerce la docencia en la cátedra de Trazado de Ciudades y Arquitectura Paisajista en 1920, hasta su nombramiento como subdirector del Instituto de Teoría de la Arquitectura y Urbanismo (ITU) en 1951.
En el año 1932 fue presidente del Club Atlético de Peñarol.

## Obras
Entre sus distintas obras se encuentran la Escuela Experimental de Malvín en 1927, el Estadio Centenario en 1930, con su Torre de los Homenajes, excelente ejemplo de expresionismo arquitectónico y con el Hotel Miramar, hoy Escuela Naval, en 1935. Además del Tajamar de Carrasco en 1942, el Gimnasio y Vestuario de la Pista de Atletismo del Parque Batlle en 1941 y del ensanche del balneario La Paloma en 1946 Y en la ciudad de Rivera y Santana la Plaza Internacional. También hizo reformas en la Residencia presidencial de Suárez y Reyes en 1925. 